# LGBT en Allemagne

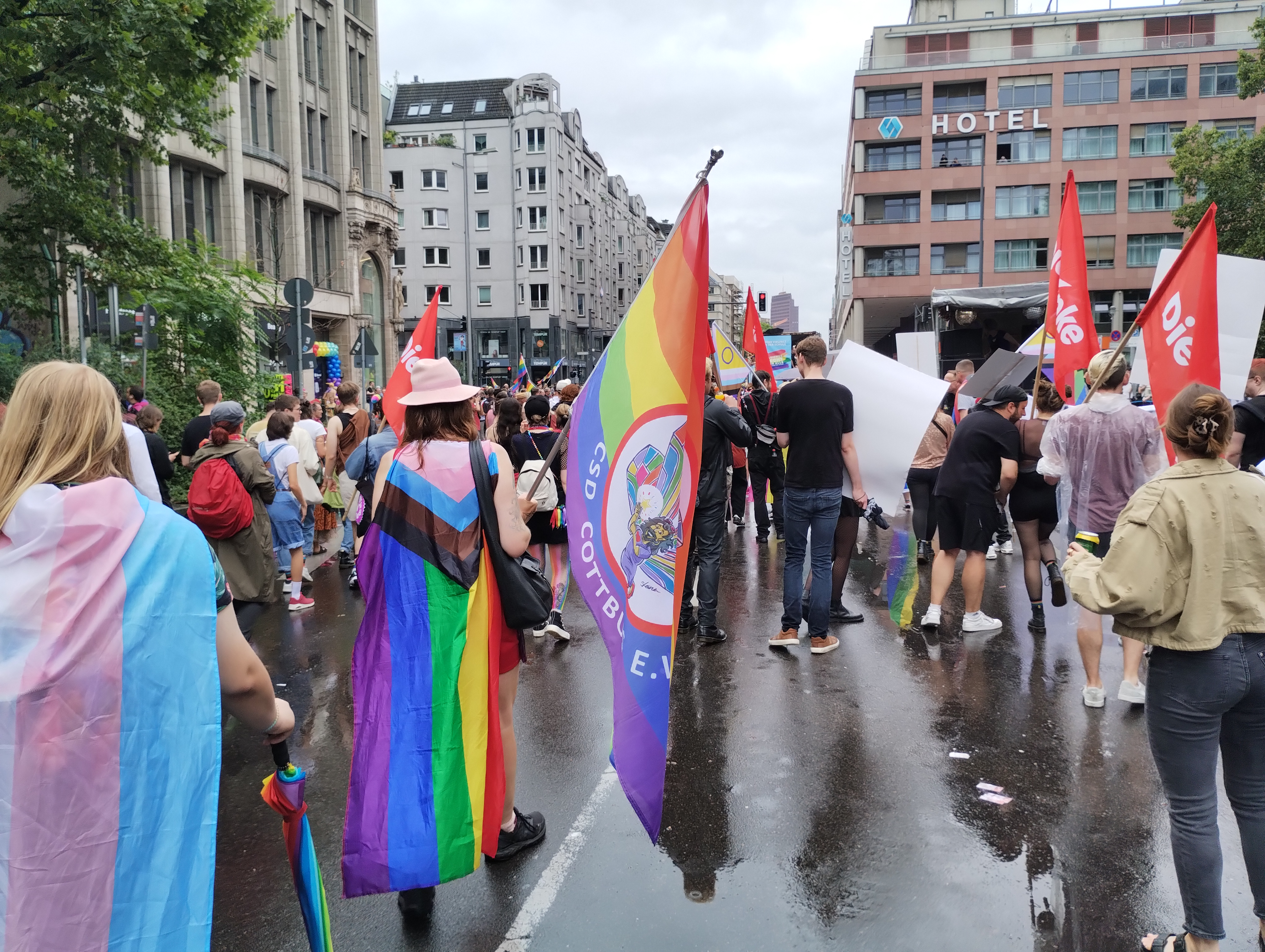
Défilé de la Pride de Berlin en 2024.

L'article LGBT en Allemagne présente l'histoire sociale, politique et culturelle des personnes lesbiennes, gays, bisexuelles, trans, intersexes et queers vivant et ayant vécu dans l'espace germanique.
Si pendant la République de Weimar les recherches menées par Magnus Hirschfeld et le développement d'une sous-culture queer font de Berlin une ville pionnière des questions trans et homosexuelles, l'Allemagne possède depuis 1871 dans son code pénal le paragraphe 175, permettant de poursuivre des personnes pour motif d'homosexualité. Particulièrement appliqué pendant la période national-socialiste, il conduit à la condamnation de 50 000 personnes, avant d'être conservé durant les deux premières décennies de la République fédérale d'Allemagne (RFA).
Les mouvements de 1968 et la diffusion de Ce n'est pas l'homosexuel qui est pervers mais la société dans laquelle il vit de Rosa von Praunheim en 1971 participent à enclencher les premières revendications et manifestations politiques trans et homosexuelles allemandes, qui prennent de l'ampleur au moment de l'épidémie de sida.
Ces mouvements mènent successivement à la réforme du paragraphe 175 en 1969 et 1973, puis à son abrogation en 1994, à l'émergence de la première marches des fiertés en 1979, à la création d'un équivalent allemand du PACS en 2001, puis au mariage pour les couples homosexuels de 2017, et enfin à la simplification de la procédure de changement d'état civil pour les personnes trans en 2024.
L'Allemagne est à ce titre classée 10e pays européen sur 49 en termes de libertés et de droits des personnes LGBT par l'ILGA-Europe en 2024.

## Histoire

### Saint Empire
Les traces de vie des personnes trans ou homosexuelles durant le Saint Empire romain germanique se retrouvent principalement dans les archives judiciaires ou dans de rares documents religieux. En 1007, le Decretum de Burchard de Worms assimile les actes homosexuels à l'adultère et soutient par conséquent, qu'ils devraient faire l'objet de la même pénitence, généralement le jeûne.
En 1328, le Livre de la loi allemande appelle au bûcher toutes les lesbiennes et tous les homosexuels dans les villes du Saint Empire romain germanique. Dans la plupart des cas, tous les documents relatifs au procès sont également brûlés afin d'effacer toute trace de l'acte, dont la seule évocation est qualifiée de péché. La sodomie, terme qui ne doit pas être prononcé par les chrétiens, est associée à l'hérésie.
En 1493, Hartmann Schedel illustre Sodome et Gomorrhe dans La Chronique de Nuremberg, en référence aux chapitres 18 et 19 du livre de la Genèse, qui décrivent la destruction de Sodome comme une punition pour l'homosexualité qui y est pratiquée. Le Saint-Empire romain germanique légifère finalement en 1532 pour rendre la sodomie passible de la peine de mort.
Il faut attendre trois siècles pour que Frédéric le Grand suspende en 1746 l'application de la peine de mort pour la sodomie dans le Royaume de Prusse, et 1974 pour qu'elle y soit abolie et remplacée par de longues peines de prison assorties de travaux forcés.
Si les poursuites judiciaires sont le lot de beaucoup d'homosexuels, certaines figures princières ou royales échappent aux condamnations. C'est le cas du roi Louis II de Bavière, qui commence dès l'âge de 13 ans à consigner dans son journal ses tentatives de réprimer ses désirs sexuels et de rester fidèle à sa foi catholique. On compte parmi ses amants son officier d'ordonnance le prince Paul de Tour et Taxis, le ténor Albert Niemann, les acteurs Emil Rohde et Josef Kainz, le baron Lambert de Varicourt et, surtout, son écuyer Richard Hornig.

### Empire allemand (Second Empire)

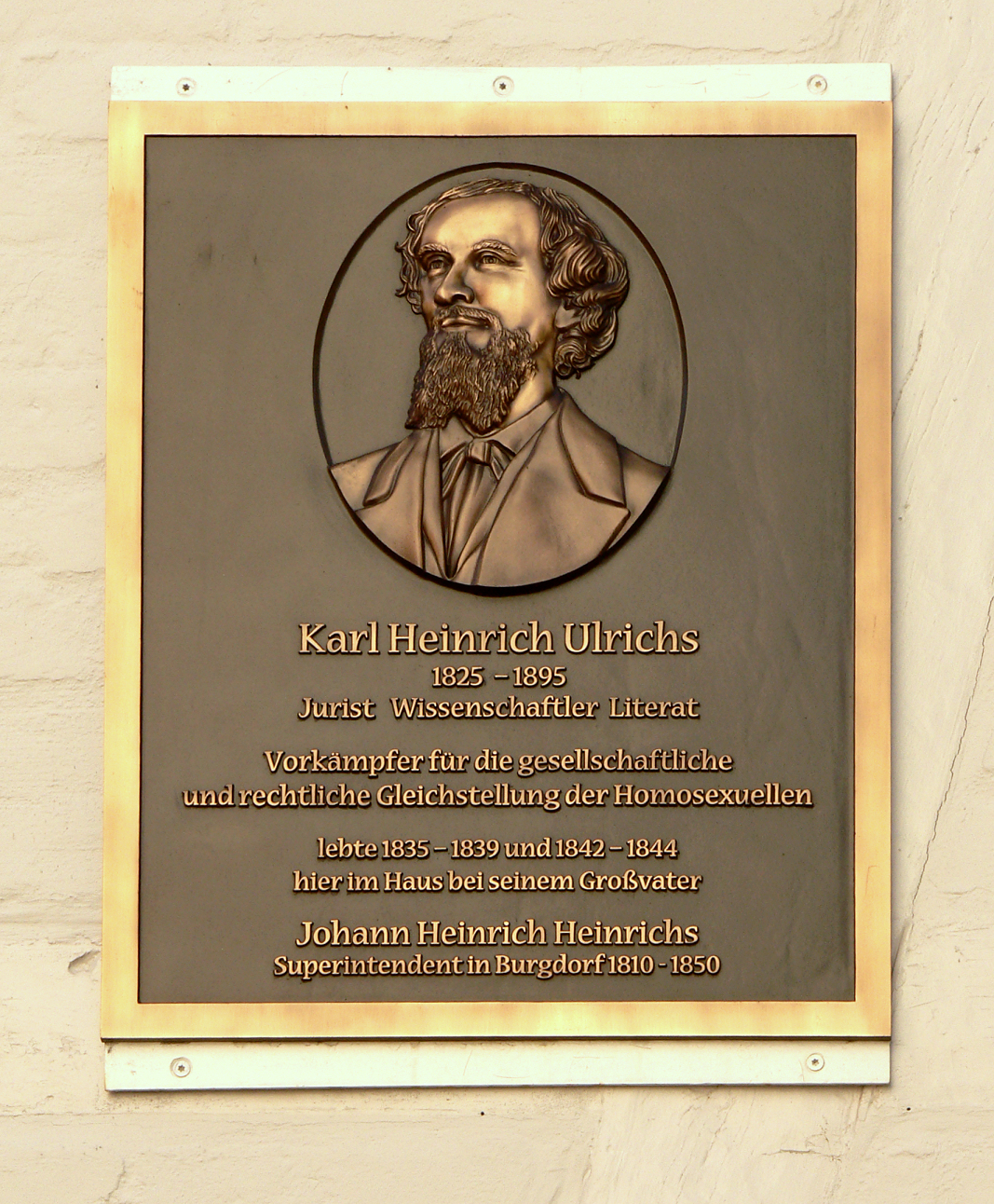
Plaque commémorative sur l'ancienne demeure de Karl Heinrich Ulrichs et son grand-père, à Burgdorf.

Sous l'Empire allemand, l'homosexualité est socialement et politiquement proscrite en raison des valeurs morales en vigueur à l'époque.
En 1867, Karl Heinrich Ulrichs devient le premier homosexuel autoproclamé à s'exprimer publiquement en faveur des droits des homosexuels devant le Congrès des juristes allemands à Munich. Il mentionne également pour la première fois des « listes d'Uranistes », tenues par la police, qui consignent à l'époque des « notes personnelles sur plus de 2 000 homosexuels habitant à Berlin ». Malgré ses efforts, la loi est finalement durcie au moment de la création du Second Empire avec le paragraphe 175 du Code pénal allemand de 1871 qui punit les actes sexuels entre personnes de sexe masculin. Le paragraphe 183 interdit quant à lui le travestissement en public.
En 1896 parait la première revue homosexuelle au monde, Der Eigene (« L'Autonome »), avec des contributions d'écrivains tels que Benedict Friedlaender (de), Hanns Heinz Ewers ou Erich Mühsam. Elle parvient tout au long de son existence à se jouer de la censure impériale.
En 1897, Magnus Hirschfeld, Max Spohr, Eduard Oberg et Franz Joseph von Bülow (de) fondent le Comité scientifique humanitaire. Il est considéré comme la première organisation de l'histoire qui s'efforce d'adopter une attitude libérale vis-à-vis de l'homosexualité. L'objectif du Comité est avant tout d'abolir le paragraphe 175. Pour ce faire, il reprend de nombreuses théories scientifiques développées à l'époque sous la direction d'Hirschfeld. Celles-ci décrivent les homosexuels comme un troisième sexe biologique entre l'homme et la femme. S'il s'agit d'une caractéristique innée, l'homosexualité n'aurait alors plus de raison d'être poursuivie pénalement. Hirschfeld réussit également à obtenir des informations sur la « souffrance des homosexuels » grâce à une longue enquête menée en 1899, qui reste un des documents socio-psychologiques majeurs de l'époque.
En 1898, August Bebel, président du SPD et signataire de la première pétition du Comité scientifique humanitaire, signale que la police berlinoise tient des listes de noms d'homosexuels, appelées par la suite Listes Roses (Rosa Liste (de)). Ces listes joueront un rôle central à l'époque du national-socialisme, dans la mesure où elles facilitent grandement la poursuite des homosexuels par les services de la Gestapo et de la Kripo.
Entre 1907 et 1909, une série de procès pour comportement homosexuel a lieu, impliquant des membres éminents de l'entourage personnel de l'empereur Guillaume II. Si l'affaire dite Harden-Eulenburg ne concerne au départ qu'une dispute entre Philipp zu Eulenburg et le journaliste Maximilian Harden, elle a par la suite pris de l'importance et est aujourd'hui considérée comme le plus grand scandale du Second Empire allemand.

### République de Weimar

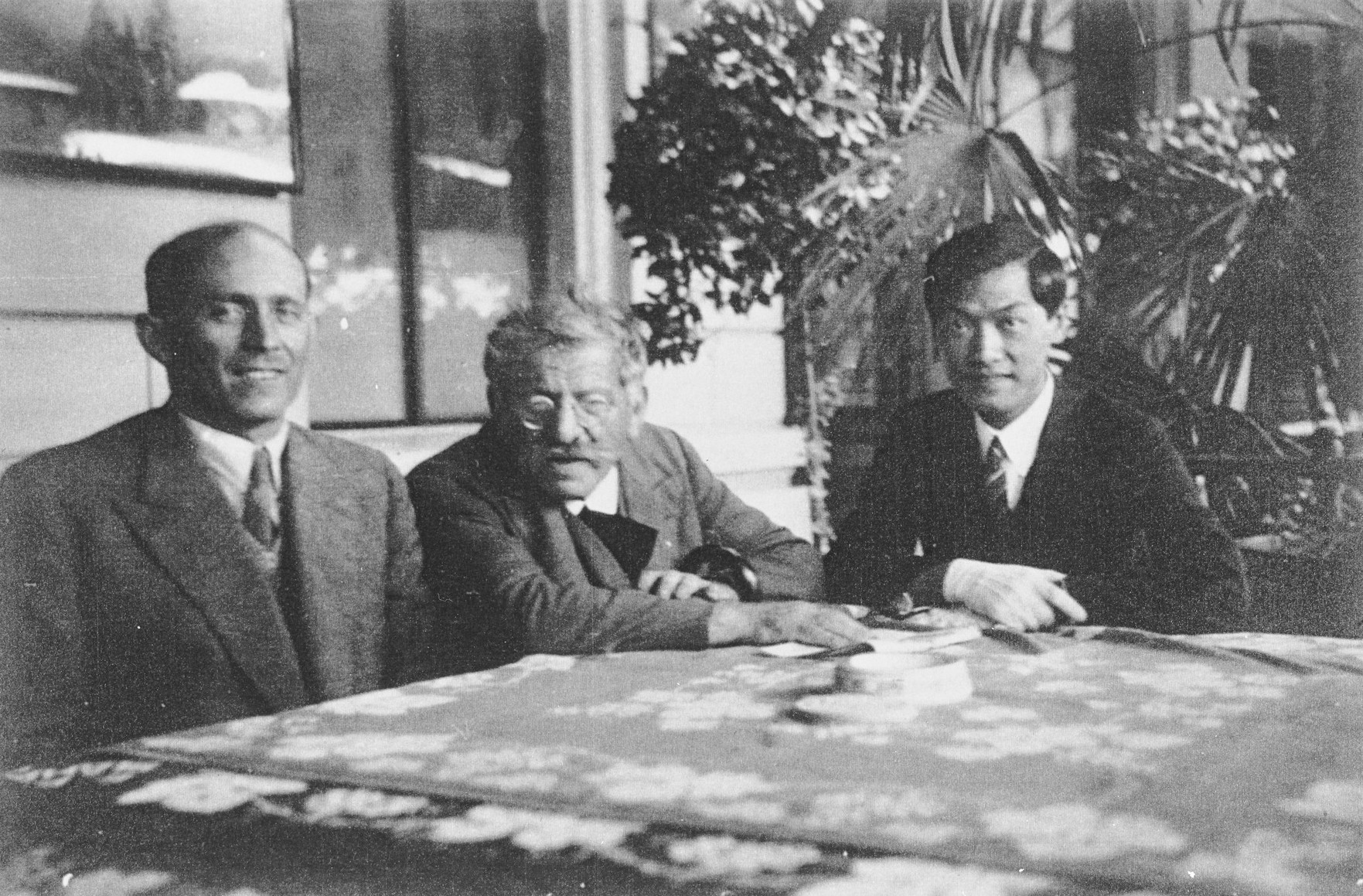
Bernhard Schapiro, Magnus Hirschfeld et Tao Li au début des années 1920.

Les années 1920 sont marquées par l'essor d'une culture homosexuelle, principalement à Berlin, qui acquiert alors sous la République de Weimar le statut officieux de « capitale homosexuelle ». Les bars et clubs communautaires, à l'image de l'iconique Eldorado ou du Casino Kleist, sont généralement tolérés, bien qu'ils soient souvent infiltrés par des policiers en civil. Si les peines ne suivent pas toujours, les Listes Roses instaurées sous l'Empire continuent d'être alimentées.
Dès 1919 sort le film Anders als die Anderen de Richard Oswald, qui devient alors le premier film de l'histoire à aborder le thème de l'homosexualité de manière positive et sans ambiguïté. Mädchen in Uniforme de Leontine Sagan, le premier film lesbien de l'histoire du cinéma sort quant à lui en 1931.

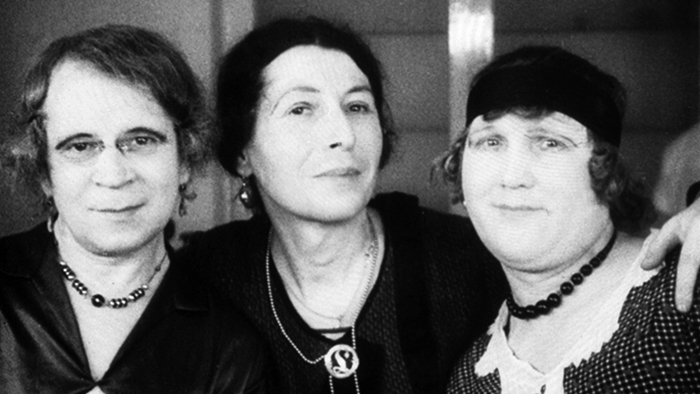
Toni Ebel, Charlotte Charlaque et Dora Richter, trois femmes trans qui se sont connues à l'Institut de sexologie au début des années 1930.

Au cours des années 1920 et 1930, deux grandes organisations de masse voient le jour, le Bund für Menschenrecht et la Deutscher Freundschaftsverband (de). De nombreux autres groupes d'intérêt suivent ainsi que des dizaines de revues LGBT, parmi lesquelles les premières revues lesbiennes au monde : Die Freundin, Garçonne et Die BIF et le tout premier magazine transgenre Das 3. Geschlecht.
La période reste marquée par les travaux et l'activisme de Magnus Hirschfeld, qui parvient en 1919 à ouvrir l'Institut de sexologie (Institut für Sexualwissenschaft) en plein cœur de Berlin. Ce lieu unique au monde à l'époque est à la fois un centre de recherche scientifique, un cabinet médical et un espace d'accueil communautaire. Outre son combat pour l'abrogation du paragraphe 175, Hirschfeld s'engage pour introduire des « certificats de travestissement » auprès de la direction de la police berlinoise, ce qui forme l'une des toutes premières reconnaissances juridiques du statut des personnes transgenres dans le monde.

### RFA
En Allemagne de l'Ouest, certains militants LGBT tentent de créer un nouveau mouvement, pour entre autres continuer de lutter contre le paragraphe 175. À ce titre, en 1948, est fondée la première publication homosexuelle d'après-guerre, l'Amicus-Briefbund, suivie par d'autres magazines au début des années 1950.
Les conflits internes et le climat répressif de la jeune république fédérale empêchent cependant ce développement. Le paragraphe 175 du code pénal est finalement maintenu durant les deux première décennies d'après-guerre. Les procès de Francfort des années 1950-1951 présentent une nette continuité avec l'époque nazie et marquent même un point culminant dans la persécution des hommes homosexuels. En 1957, la Cour constitutionnelle fédérale conclut que l'activité homosexuelle est clairement contraire à la loi sur les mœurs. Il faut attendre les manifestations de 1968 et la constitution des premiers mouvements gay et lesbien pour mener successivement à la réforme du paragraphe 175 en 1969 et 1973, sans pour autant l'abroger.
L'Action Homosexuelle de Berlin-Ouest (HAW) nait en août 1971, et constitue l'une des toutes premières organisations gay et lesbienne ouest-allemandes. Dans son sillage s'organisent à partir de 1972 des rencontres annuelles qui réunissent durant le weekend de la Pentecôte des gays et lesbiennes venues de toute la RFA. Dès 1973, une scission idéologique se forme entre une aile intégrationniste et marxiste et une fraction radicale et féministe : c'est la Tuntenstreit. L'année suivante, en 1974, le groupe de femmes au sein de l'HAW s'autonomise et met en place la première rencontre lesbienne allemande, qui deviendra plus tard la Lesben-Frühlings-Treffen. En 1975, le groupe de femmes de l'HAW devient le Centre d'action lesbien de Berlin-Ouest (LAZ) et s'installe dans ses propres locaux.
En parallèle en 1974, toujours à Berlin-Ouest, est fondée l'Allgemeine Homosexuelle Arbeitsgemeinschaft (de), pensée en opposition à l'orientation socialiste et de gauche de la HAW.
La décennie 1970 voit également apparaitre les premières grandes manifestations homosexuelles, à commencer par celle de Münster en 1972. En 1979, en hommage aux émeutes de Stonewall, a lieu la première Christopher Street Day allemande à Berlin-Ouest ainsi qu'à Brême.
En 1977 est fondé le SchwuZ (abréviation de « SchwulenZentrum »), le premier club gay alternatif de Berlin-Ouest. Il s'installe sur la Kulmer Straße à Schöneberg, dans les anciens locaux de la HAW et devient très vite le point de cristallisation de nombreux projets et activités aussi bien politiques que festives. Il donne entre autres une place de choix à la figure de la Tunte berlinoise, revendiquée par des homosexuels efféminés qui rejettent les codes de la respectabilité bourgeoise et l'assimilation à l'hétéronormativité.
Dans les années 1980, la « Polit-tunte » Ovo Maltine s'engage à Berlin-Ouest pour le maintien des Klappe (tasses ou vespasiennes en français), rappelant leur rôle important dans la subculture gay. Si quelques Café Achteck sont finalement conservés ou rénovés, le reste des vespasienne est fermé au fil du temps.
Dès les débuts de l'épidémie de VIH/sida dans les années 1980, les bars et clubs de la communauté deviennent des espaces de coordination des actions. Une troupe d'artistes travesties nommée les « SchwuZ-Tunten », investissent à ce titre la petite scène du SchwuZ : c'est l'époque de Chou Chou de Briquette, Ichgola Androgyn, BeV StroganoV, Tima die Göttliche, Ovo Maltine, Pepsi Boston, Melitta Poppe et Melitta Sundström.
En avril 1984, le magazine mensuel berlinois Siegessäule paraît pour la première fois et propose dès ses débuts de nombreux reportages sur l'épidémie du VIH/sida. En décembre 1985, un numéro spécial intitulé « Aids - Die Dimension einer Krankheit » (« Sida - la dimension d'une maladie ») résume l'état de la recherche de l'époque et les débats sociopolitiques qui se développent autour de l'épidémie, avec un regard pensé par des gays et pour des gays.
En 1985, le Schwules Museum ouvre ses portes sur le Mehringdamm. Le musée, exclusivement consacré aux questions LGBT, devient alors le premier musée gay au monde.

### RDA
En Allemagne de l'Est, le paragraphe 175 est également conservé. En 1954, le militant communiste Rudolf Klimmer s'inspire de Magnus Hirschfeld et de son Comité scientifique humanitaire pour faire campagne pour l'abrogation la loi, sans succès immédiat. Il faut attendre 1957 pour que le paragraphe 175 cesse d'être appliqué, et 1968 pour que l'homosexualité soit dépénalisée. La RDA est ainsi pionnière dans l'émancipation des citoyens homosexuels, après la Pologne, où l'homosexualité était déjà dépénalisée depuis 1932, et la Tchécoslovaquie, où les lois correspondantes ont été abrogées en 1961.
Selon l'historienne Heidi Minning, les tentatives des activistes lesbiens et gays pour établir une communauté visible sont « contrecarrées à chaque fois par le gouvernement de la RDA et le parti SED ». En 1973, le premier groupe gay et lesbien indépendant de RDA, l'Homosexuelle Interessengemeinschaft Berlin (HIB), voit néanmoins le jour et perdure jusqu'en 1979. L'Église protestante, seule institution non gouvernementale tolérée par le Parti socialiste unifié apporte alors un soutien plus important aux communautés queer est-allemandes, en offrant par exemple l'accès à des espaces de réunion et à des imprimeries. C'est également le cas de la collectionneuse Charlotte von Mahlsdorf, qui propose à partir de 1974 d'investir son manoir pour y organiser les réunions et les fêtes de l'HIB.
Par le biais de radio lesbienne « Buschfunk », un petit groupe de militantes issues du HIB organisent en 1978 la première rencontre de lesbiennes à l'échelle de la RDA, également au manoir de la collectionneuse Charlotte von Mahlsdorf. Cette rencontre est alors un acte de résistance important contre les normes sociales restrictives du régime, et permet de thématiser publiquement les préoccupations des femmes lesbiennes.
De ce groupe de lesbienne issu du HIB émerge également à partir de 1985 l'organisation de la discothèque Die Busche, dans la Buschallee, à Weißensee. Le lieu devient alors une institution et le lieu de rencontre le plus connu de la République pour les gays et les lesbiennes, avec un grand effet d'attraction sur les environs.
En 1986, après des années d'activités émancipatrices isolées au sein d'associations lâches et changeantes, la militante lesbienne Ursula Sillge parvient à développer un évènement communautaire nommé « Sonntags im Club », situé dans le local du Mittzwanziger-Club de la Veteranenstraße, à Berlin-Mitte. Après la fermeture du club, le groupe continue à se rencontrer en privé, dans des restaurants et des maisons de la jeunesse. Comme ces réunions ne sont le plus souvent possible que le dimanche, le nom de Sonntags-Club s'impose à partir de 1987. Le Sonntags-Clubs devient au fil des années un lieu de ressource et d'organisation militante pour la communauté, en particulier face à l'épidémie de VIH-sida.
En 1987, la Cour suprême de l'Allemagne de l'Est affirme que « l'homosexualité, tout comme l'hétérosexualité, représente une variante du comportement sexuel. Les homosexuels ne se situent donc pas en dehors de la société socialiste et les droits civils leur sont garantis exactement comme à tous les autres citoyens ».
En 1988, le Musée allemand de l'hygiène de Dresde demande au studio cinématographique public DEFA de réaliser le film documentaire Die andere Liebe (« L'autre amour »). En 1989, il commande également à la DEFA la réalisation du seul documentaire de prévention du VIH/SIDA de RDA, Liebe ohne Angst (« L'amour sans peur »). Ce documentaire ne traite pas directement de l'homosexualité, mais souligne que le sida n'est pas une « maladie gay ».
En 1989, la DEFA produit enfin le film Coming Out, réalisé par Heiner Carow, qui raconte l'histoire d'un Allemand de l'Est acceptant son homosexualité. Une grande partie du film a été tournée dans des bars gays de Berlin-Est. Il s'agit du seul long métrage est-allemand sur le désir homosexuel jamais produit.

### Chute du Mur, réunification et période contemporaine
En 1994, dans le cadre de l'harmonisation du droit après la Réunification allemande, le Bundestag unifie l'âge de la majorité sexuelle pour les homosexuels et les hétérosexuels en abrogeant le paragraphe 175.
L'Ordre international des Sœurs de la Perpétuelle indulgence (International Order of The Sisters of Perpetual Indulgence), fondé en 1979 à San Francisco, ouvre ses tout premiers couvents en Allemagne dans les années 1990 (couvent d'Heidelberg en 1991, de Berlin en 1993, d'Hambourg en 1996 et de Cologne en 1997).
À partir des années 1990 débutent les Homolandwoche, des rencontres bisannuelles germanophones entre hommes gays politiquement engagés à gauche. Organisées dans des régions souvent reculées d'Allemagne, et parfois de Suisse, du Danemark et des Pays-Bas, elles offrent un lieu de revendication, de travail politique et de rencontre pour la communauté.
À partir de la fin des années 1990, les mouvements gay et lesbien se battent pour la reconnaissance par l'État des couples de même sexe, ce qui conduit en 2001 à l'adoption de la loi sur le partenariat de vie.
Au début des années 2010, dans le sillage des Pays-Bas, de la Belgique et de l'Afrique du Sud, de nombreuses voix s'élèvent pour une loi introduisant le mariage entre personnes de même sexe. Cette loi ne sera adoptée qu'en 2017, à la fin de l'ère Merkel.
À partir de l'été 2017 nait de l'esprit des artistes Chris Phillips et Raquel Fedato le WHOLE, un festival queer de musique électronique qui s'implante dès 2018 sur le site de Ferropolis, ancienne zone industrielle de la commune de Gräfenhainichen, en Saxe-Anhalt.